# Edith Creek Chlorination House
L'Edith Creek Chlorination House est un édicule américain dans le comté de Pierce, dans l'État de Washington. Protégé au sein du parc national du mont Rainier, il sert à la chloration de l'eau prélevée dans l'Edith Creek et destinée à Paradise. Construit vers 1930, il est inscrit au Registre national des lieux historiques depuis le 13 mars 1991 et contribue par ailleurs au Mount Rainier National Historic Landmark District établi le 18 février 1997.